# 土桥清真上寺
土桥清真上寺位于四川省成都市金牛区西华街道土桥社区土桥北街26号。

## 历史
土桥清真上寺始建于清乾隆五十六年（1791年），由当地50名穆斯林教众集资兴建。嘉庆二十四年（1819年）增建南北厢房，咸丰年间扩建，并购置水田数十亩、修建街房，以租金作为清真寺经济收入。1926年，穆斯林蔡心如、周子宾等在寺内开办清真大学与小学。“文化大革命”期间宗教活动停止，清真寺被改为民办小学，建筑破坏严重。1980年重新开放，1984年被列为金牛区文物保护单位。2002年进行加固维修。2018年，改造临街危房，修建厨房、办公用房、阿訇住房，重建中式风格大门。2022年9月投资800万元进行全面修缮，对礼拜大殿等建筑揭顶维修，并将建筑整体抬高了50厘米，大殿内新设斗拱藻井一座。

## 建筑
土桥清真上寺占地面积约1665平方米，为木质的四合院，有大殿、廊坊、净身水房等建筑。大殿内悬挂“世守良规”匾额，为清雍正十二年（1734年）果亲王允礼题赠给鼓楼清真寺的复制品。

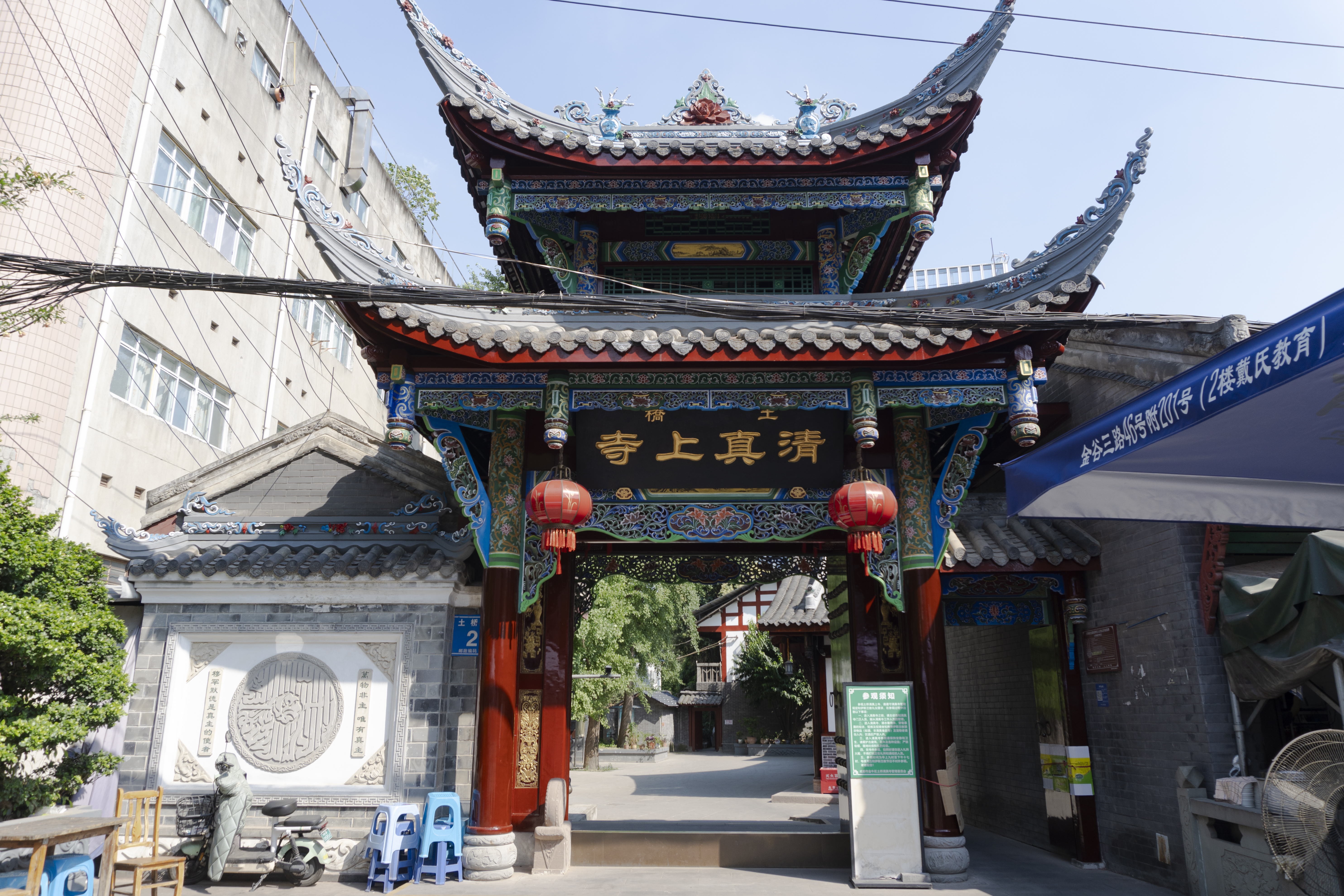
大门
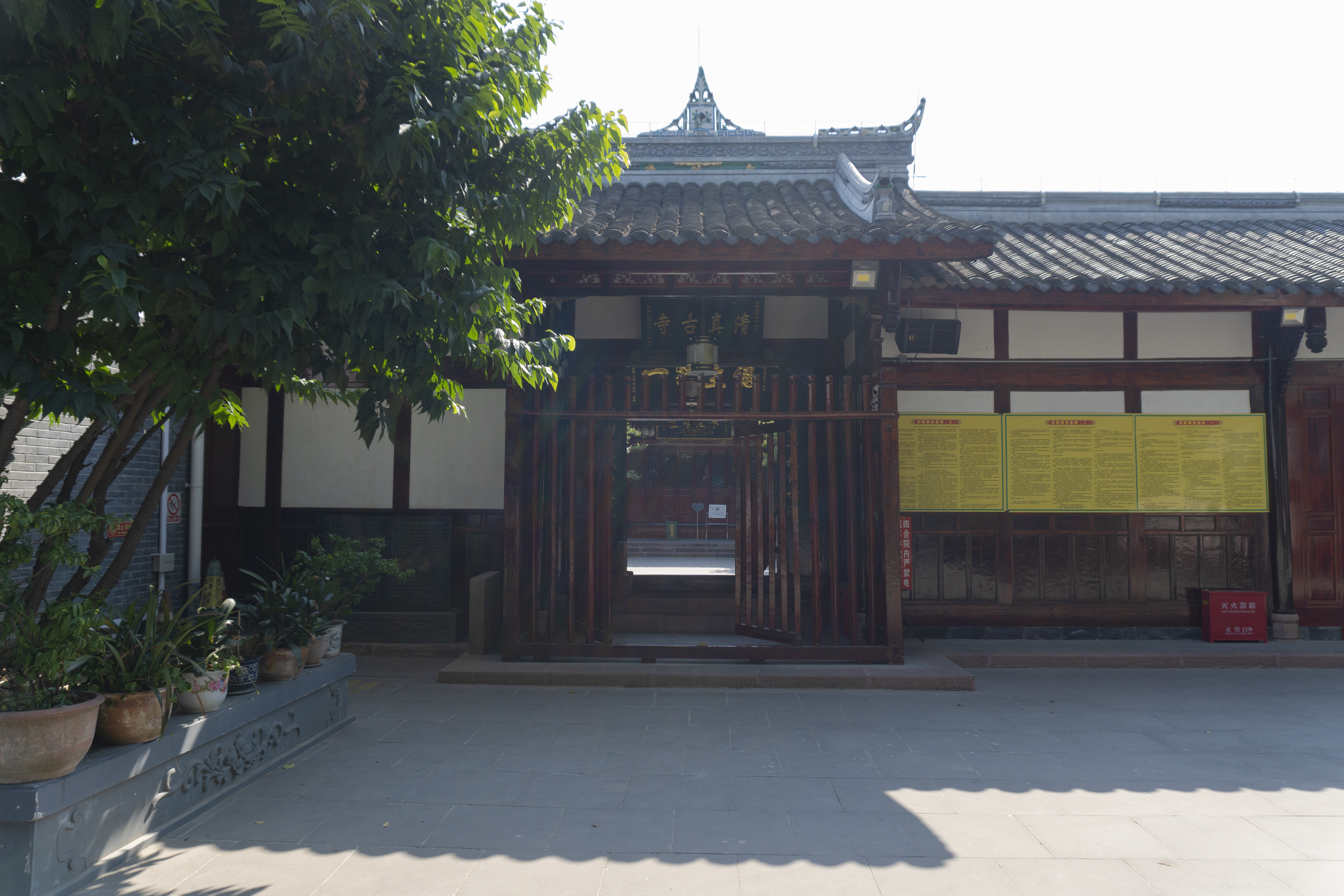
二门
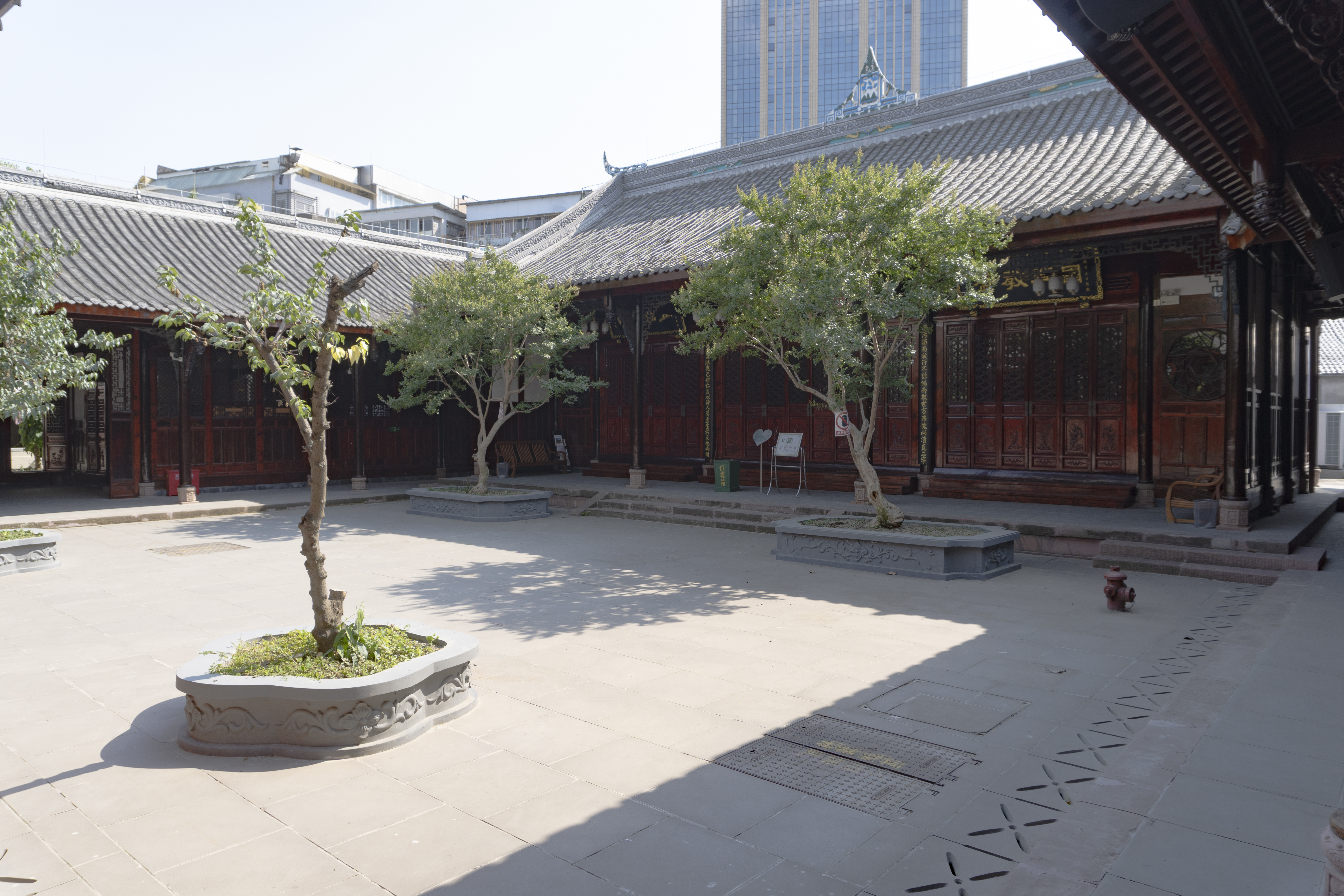
礼拜大殿院内
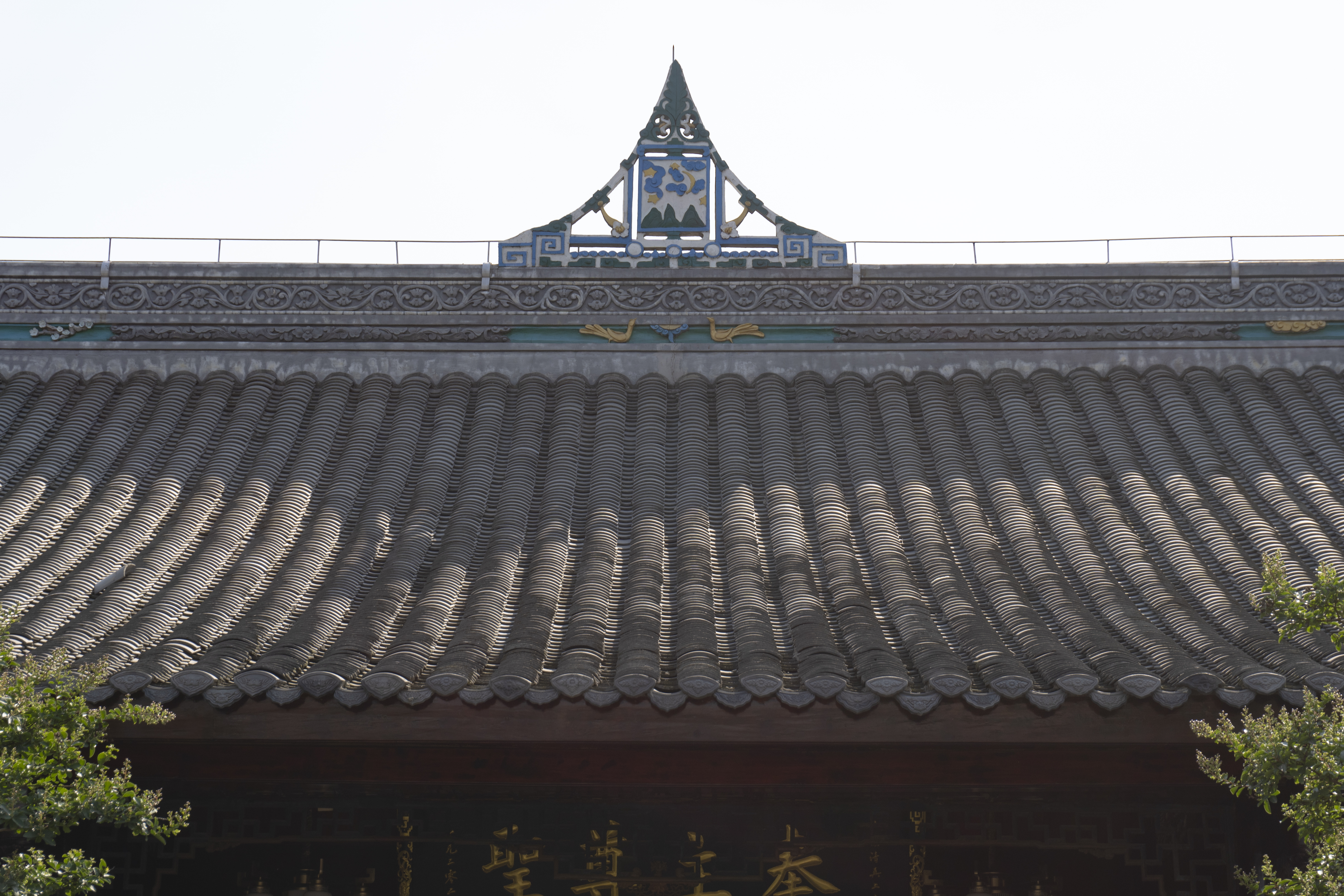
礼拜大殿脊刹